# Dynamena stabilis
Dynamena stabilis is een hydroïdpoliep uit de familie Sertulariidae. De poliep komt uit het geslacht Dynamena. Dynamena stabilis werd in 1948 voor het eerst wetenschappelijk beschreven door Fraser. 